# Epicentr-Podoljany Horodok
Epicentr-Podoljany Horodok (ukrainska: Епіцентр-Подоляни) är en volleybollklubb från Horodok, Chmelnytskyj oblast, Ukraina. Klubben grundades 2018. De vann Vyšča Liha (näst högsta serien) 2019 och har sedan dess spelat i Superliha, där de tillhört de främsta lagen med en mästartitel 2021/2022 som främsta merit.